# 曼切里亚尔
曼切里亚尔（Mancherial），是印度安得拉邦Adilabad县的一个城镇。总人口70231（2001年）。

## 人口
该地2001年总人口70231人，其中男性35683人，女性34548人；0—6岁人口9011人，其中男4637人，女4374人；识字率64.72%，其中男性为71.90%，女性为57.30%。